# Юрий Войнов
Юрий Войнов (на украински: Юрій Войнов; на руски: Юрий Войнов) е съветски футболист и треньор.

## Кариера
Юрий Войнов започва кариерата си, като играе за отбора на завод Калинин в Калининград. На 19-годишна възраст, Войнов е поканен от Зенит Ленинград. През 1954 г. за първи път е повикан в националния отбор на СССР за мач с унгарския национален отбор.
За известно време е възпрепятстван да премине в Динамо Киев (поради интригите на московските клубове) и едва преди началото на футболния сезон през 1956 г. Войнов получава правото да играе за Динамо. През есента на 1961 г. заедно с Динамо печели златните медали на шампионата на СССР. Това е първият успех за отбор от Киев.
След Световната купа през 1958 г., Войнов е включен в символичния отбор на турнира. Първата европейска купа, спечелена от националния отбор на СССР през 1960 г. е най-голямото постижение във футболната кариера на Юрий Войнов. Той става първият и единствен футболист на Динамо Киев, който печели титлата на Европа.

## Отличия

### Отборни
Динамо Киев
- Съветска Висша лига: 1961

### Международни
СССР
- Европейско първенство по футбол: 1960

### Индивидуални
- Златна топка на Франс Футбол: 12-о място 1959[3]